# Ofensiva soviética hacia el oeste de 1918-1919

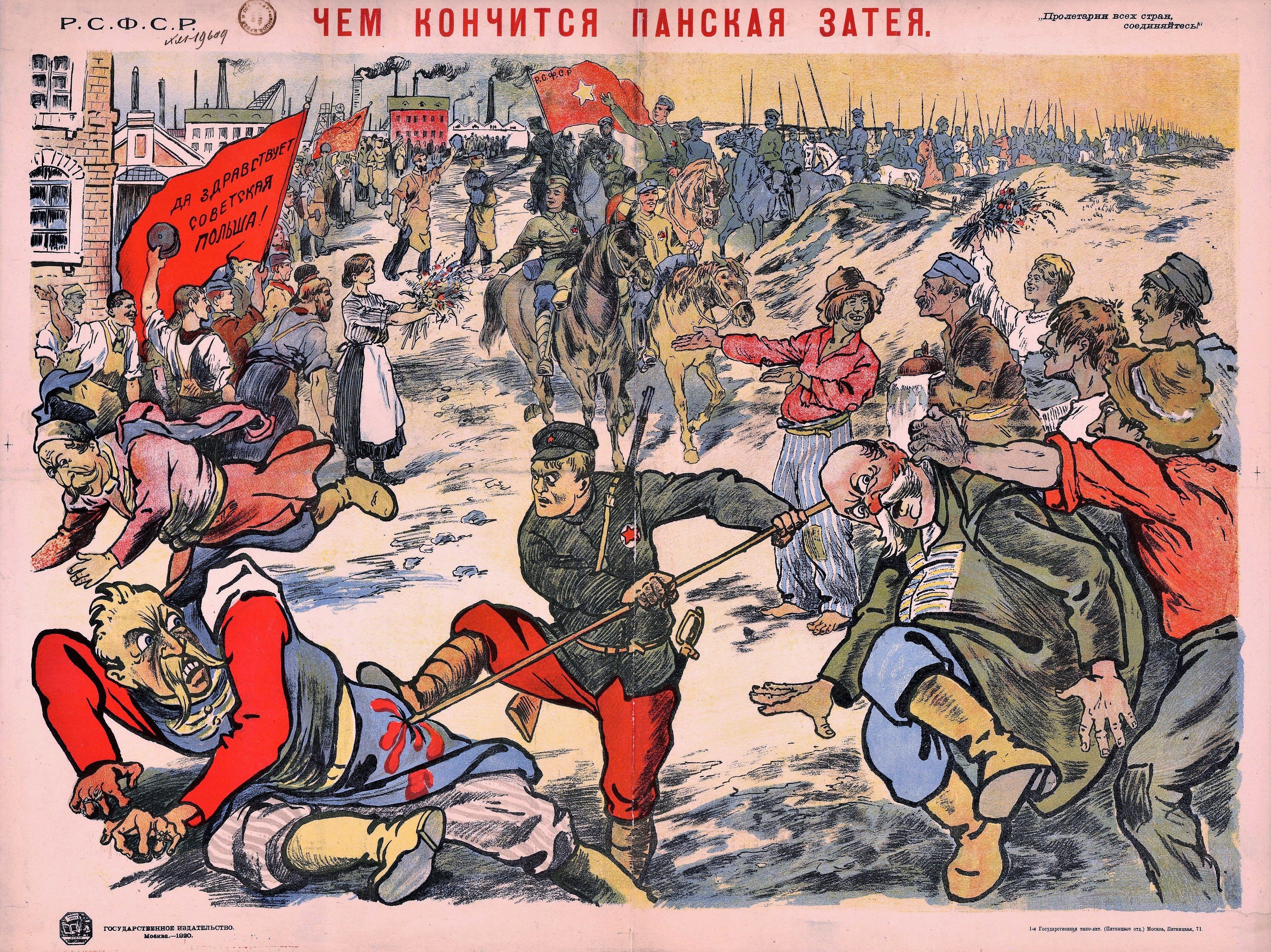
Cartel de propaganda bolchevique de la guerra polaco-soviética (1920). Textos en la imagen: Arriba: RSFSR Así terminará la empresa de los señores polacos En la bandera: ¡Viva la Polonia soviética!

La ofensiva rusa hacia el oeste 1918-1919 fue parte del movimiento general que realizó la República Socialista Federativa Soviética de Rusia sobre las áreas abandonadas por los ejércitos del Ober-Ost después de la retirada de Alemania, tras su derrota en la Primera Guerra Mundial. La ofensiva comenzó el 18 de noviembre de 1918. Se realizó en dirección al río Vístula, teniendo el propósito de establecer gobiernos soviéticos en Bielorrusia, Ucrania y Polonia, con el objeto de unirse a la Revolución alemana.
Las tropas del Ejército Rojo avanzaron tomando Pólotsk el 21 de noviembre, Borísov el 3 y Minsk el 8 de diciembre.